# Fejes Jenő
Fejes Jenő (Budapest, 1877. december 18. – Budapest, 1952. január 29.) magyar gépészmérnök, autó- és motortervező, a róla elnevezett lemezmotor kifejlesztője.

## Életpályája
Fejes Gyula ácssegéd, építési vállalkozó és Toperzer Julianna fia. Budapesten a Felső Ipariskolában, 1896-ban végzett. 1897-től a Fegyver- és Gépgyárban dolgozott, ahol Böszörményi Jenő és Schimanek Emil munkatársaként közreműködött az első magyarországi dízelmotor tervezésében és kivitelezésében. Szakmai felkészültségét szélesítve 1902-ben Franciaországba, Le Havre-ba távozott, a Westinghouse Gyár tervezőmérnöke lett, ahol az ott dolgozó Böszörményi Jenőnek, Árpád Gyulának segédkezett a Westinghouse márkanevű híres üzemanyag nélküli autó megtervezésében, és gyártásának megindításában. 1909-től az első magyar autógyár aradi fiókvállalatának műhelyfőnöke lett. 1912-1917 között a Magyar Általános Gépgyár (MÁG) autógyárának műszaki vezetője. 1913-ban bemutatott MÁG 25 lóerős (LE) túraautója egy csapásra a nemzetközi érdeklődés középpontjába került, de sorozatgyártásra a háború miatt nem került sor. A jármű ugyanebben az évben, a Tátra-Adria nemzetközi autóversenyen aranyérmet nyert. Az első világháború idejétől kezdett foglalkozni a lemezmotorok alkalmazhatóságával. A súlycsökkentés érdekében motorhengerek vízköpenyét vékony lemezből alakították ki, így 30 százalékkal csökkentve a motor súlyát. 1917-től a Ganz-Fiat Repülőgépmotor gyár igazgatója. A fáradhatatlan mérnök 1921-ben újabb szabadalmat nyújtott be. Ebben leírta a lemezidomok készítésének módját, és belefoglalt egy olyan összehasonlítást is, amelyből kiderül, hogy a lemezszerkezetű motorblokkok szilárdsága legalább olyan jó, mint az öntvényeké, javítása viszont könnyebb és előállítása is olcsóbb. 1923-tól az általa alapított Fejes Lemezmotor- és Gépgyár Rt. elnöke. Gyárában készültek személyautók, teherautók, autóbuszokat a főváros tömegközlekedésének javítására, a honvédség részére repülőgépmotort szállítottak. Az 1929-es világméretű gazdasági válság miatt az angliai és a magyarországi Fejes-gyár is tönkrement. Alkalmazott műszaki tervezőként kereste kenyerét, mezőgazdasági kézi eszközökkel foglalkozott haláláig.

### Tudományos munkái
- a hazai autó- és repülőgépgyártás egyik megszervezője,
- több (11) szabadalmaztatott találmány, fűződik
  - a Fejes-féle lemezmotorhoz,
  - több a gépkocsigyártásban elfogadott műszaki megoldás – alvázgyártás. A lemezszerkezetek gyártása - az elmúlt évtizedekben, a prés- és hegesztéstechnika tökéletesedésével fejlődésnek indult.

## Szakmai sikerei
A Mérnöki Kamara tagjai közé választotta.